# Stöcke bygdegård
Stöcke bygdegård är en bebyggelse söder om Stöcke i Umeå kommun. Från 2023 avgränsar SCB här en småort.